# مامرتو ناتيفيداد
مامرتو ناتيفيداد (بالإسبانية: Mamerto Natividad y Alejandrino) كان قائدًا عسكريًا فلبينيًا في مرحلة الثورة الفلبينية الأولى، تولّى قيادة القوات الثورية في وسط لوزون سنة 1897، ووقّع دستور جمهورية بيات نا باتو، لكنه عارض اتفاقية بيات نا باتو الداعية إلى هدنة وإصلاحات مع إسبانيا، حتى مقتله في كمين بإنتابلادو (كابياو) يوم 9 نوفمبر 1897.

## المسيرة الثورية
وُلد ناتيفيداد في باكولور (بامبانغا) في 12 يونيو 1871، وبرز سريعًا بين القادة الثوريين في لوزون الوسطى. وبقرارٍ صدر في 6 يونيو 1897 عُيّن «فريقًا» (قائدًا عامًا) لوسط لوزون، وشارك في معارك نويفا إيسيحا وبولاكان، وكان ضمن الموقّعين على دستور جمهورية بيات نا باتو يوم 1 نوفمبر 1897.
مع انتقال قيادة الثورة إلى ملاجئ بيات نا باتو في سان ميغيل (بولاكان)، أضحى المقرّ الرئيس للثوار هناك؛ وتؤكّد مصادر اللجنة الوطنية للتاريخ أن قيادة الثورة غادرت مقر بيات نا باتو في ديسمبر 1897 تنفيذًا للاتفاق، ما يعكس مكانة الموقع كمركز للقيادة آنذاك.

## «إلى أبناء الفلبين الشجعان»
أصدر إميليو أغينالدو من مخبئه في بيات نا باتو بيانًا ثوريًا عُرف لاحقًا بعنوان «إلى أبناء الفلبين الشجعان». نُشرت ترجمة إنجليزية للنص سنة 1906 على يد جون فورمان، وقد ناقش المؤرخ وليم هنري سكوت لاحقًا إشكالات نسب هذا البيان في دراسةٍ محكّمة بمجلّة Philippine Studies.

## الوفاة
قُتل ناتيفيداد في التاسع من نوفمبر 1897 خلال كمين في إنتابلادو (كابياو) بنويفا إيسيحا. تسجّل قاعدة بيانات مواقع الذاكرة التاريخية باللجنة الوطنية للتاريخ تاريخ ومكان الوفاة، وتشير إلى دفنه في مقبرة بيات نا باتو المجاورة لمقر الثورة.

## الإرث
تحوّل موقع بيات نا باتو إلى حديقة وطنية سنة 1937 بموجب إعلان رئاسي رقم 223، ثم أُعيد تحديد حدوده لاحقًا بإعلان رقم 401 لعام 1989، اعترافًا بقيمته التاريخية المرتبطة بجمهورية بيات نا باتو ومعاقلها.